# Acrocercops rhothiastis
Acrocercops rhothiastis là một loài bướm đêm thuộc họ Gracillariidae. Loài này có ở Nigeria.
Ấu trùng ăn Bridelia micrantha. Chúng có thể ăn lá nơi chúng làm tổ.